# Virus V de la pomme de terre
Potyvirus vetuberosi
Espèce
Potyvirus vetuberosi, aussi appelé virus V de la pomme de terre (PVV, acronyme de Potato virus V), est un phytovirus pathogène du groupe des Potyvirus, appartenant à la famille des  Potyviridae. Isolé pour la première fois en 1971 aux Pays-Bas, ce virus a d'abord été décrit comme une souche déviante du virus Y de la pomme de terre.
La distribution de ce virus se limite au Pérou et à quelques pays d'Europe occidentale : France, Royaume-Uni et Pays-Bas. Il est classé comme organisme de quarantaine dans d'autres régions, par exemple au Canada.
Ses plantes hôtes sont principalement la pomme de terre, et quelques espèces proches de Solanaceae.
Peu de cultivars de pomme de terre sont infectés naturellement par ce virus. Les symptômes souvent très légers, peuvent parfois se manifester sous forme de mosaïques et  de taches nécrotiques touchant les feuilles inférieures de la plante.
Le virus V se transmet par diverses espèces d'insectes de la famille des Aphididae (pucerons), dont Myzus persicae, Brachycaudus helichrysi, Macrosiphum euphorbiae et Rhopalosiphoninus latysiphon, selon un mode non persistant. Il peut aussi se transmettre par la sève après inoculation mécanique, mais pas par simple contact entre plantes.

## Référence biologique
- (en) ICTV : Potato virus V  (consulté le 28 février 2021)